# Marina (película de 2013)
Marina es una película biográfica estrenada en 2013 y dirigida por Stijn Coninx. La película está basada en la vida del cantante italiano Rocco Granata, quien se mudó a Bélgica cuando era un niño. Cuenta con Matteo Simoni como Rocco Granata y Evelien Bosmans como Helena. La mayor parte de la película está en italiano ya que los padres de Rocco no hablaban holandés. Otras partes están en holandés y algunos diálogos en francés e inglés.

## Sinopsis
Rocco se muda con su familia a Bélgica en la década de 1940 y lucha con su nueva vida hasta que abraza la música.

## Reparto
- Matteo Simoni como Rocco Granata
- Cristian Campagna como Rocco Granata joven
- Maite Redal como Wanda
- Luigi Lo Cascio como Salvatore Granata
- Donatella Finocchiaro como Ida
- Evelien Bosmans como Helena Somers
- Warre Borgmans como el señor Somers
- Jelle Florizoone como Ward
- Chris Van den Durpel como Tony Bruno
- Vincent Grass
- Wim Willaert como el profesor de música
- Rocco Granata
- Mattias Van de Vijver como Renaat, amante de Helena
- Landerik Boie como el joven Renaat
- Marte Bosmans como la joven Helena Somers

## Recepción
La película tuvo en su mayoría críticas positivas. Matteo Simoni es elogiado por su actuación ya que tuvo que aprender el idioma italiano. Solo la opinión de Knack es que la película tiene demasiadas caricaturas y es demasiado lenta. La película recibió cinco nominaciones en los Premios Magritte , ganando tres, incluyendo Mejor Película Flamenca.